# Léon Tallon
Pour les articles homonymes, voir Tallon.
Léon Tallon est un nageur français né le 28 janvier 1908 à Robion et mort le 11 juillet 1980 à Robion.
Il est membre de l'équipe de France aux Jeux olympiques d'été de 1928, prenant part au 200 mètres brasse, où il est éliminé en séries.
Il est champion de France du 200 mètres brasse en 1928 et en 1929, et vainqueur de la Traversée de Paris à la nage en juillet 1929.
En club, il a été licencié au CN Seine.